# Steppa alberata della Dauria
La steppa alberata della Dauria è una ecoregione terrestre appartenente al bioma delle praterie, savane e macchie temperate (codice ecoregione: PA0804). Costituisce una fascia di praterie, zone cespugliose e foreste miste situata nella Mongolia nord-orientale e in Siberia (Russia), lungo il corso dei fiumi Onon e Ulz. La regione è stata descritta come un «mare d'erba che offre il migliore e più intatto esempio di ecosistema di steppa incontaminata ed è inoltre una delle ultime zone del Paleartico ad ospitare ancora mandrie stabili di grandi vertebrati» in un'area semi-montuosa. L'area comprende anche zone umide pianeggianti importanti per gli uccelli migratori. Situata nell'ecozona paleartica, è caratterizzata da un clima semi-arido freddo. Ricopre una superficie di 208.900 km².

## Territorio
L'ecoregione cinge circa metà della catena montuosa dei Khentii, che si estende per oltre 1000 chilometri ad est di Ulan Bator nella Mongolia nord-orientale, attraverso la regione semi-arida a sud e ad est di Čita, nel Territorio della Transbajkalia (Russia). In essa scorre il fiume Onon, che fluisce verso est attraverso montagne non troppo elevate (1400-1800 metri) fino a confluire nell'Amur.
A causa dell'altitudine e della lontananza dall'oceano, l'ecoregione presenta un clima subartico (Dwc secondo la classificazione dei climi di Köppen). Questo implica un clima continentale caratterizzato da estati brevi e fresche e da inverni lunghi e molto freddi, con un'ampia escursione termica tra il giorno e la notte. La regione è anche fortemente influenzata dalle elevate pressioni barometriche che si formano sulla Mongolia. Le temperature medie variano dai -30 °C di gennaio ai 24 °C di agosto. Le precipitazioni annue si aggirano sui 150 mm.
| Clima a 47° N 112° E | Mesi | Mesi | Mesi | Mesi | Mesi | Mesi | Mesi  | Mesi | Mesi | Mesi | Mesi | Mesi | Stagioni | Stagioni | Stagioni | Stagioni | Anno  |
| Clima a 47° N 112° E | Gen  | Feb  | Mar  | Apr  | Mag  | Giu  | Lug   | Ago  | Set  | Ott  | Nov  | Dic  | Inv      | Pri      | Est      | Aut      | Anno  |
| -------------------- | ---- | ---- | ---- | ---- | ---- | ---- | ----- | ---- | ---- | ---- | ---- | ---- | -------- | -------- | -------- | -------- | ----- |
| T. max. media (°C)   | −16  | −11  | −3   | 8    | 16   | 22   | 24    | 22   | 16   | 7    | −6   | −15  | −14      | 7        | 22,7     | 5,7      | 5,3   |
| T. min. media (°C)   | −30  | −27  | −19  | −8   | 0    | 7    | 11    | 8    | 1    | −8   | −20  | −27  | −28      | −9       | 8,7      | −9       | −9,3  |
| Precipitazioni (mm)  | 0    | 2,5  | 5,1  | 13,0 | 25,0 | 56,0 | 102,0 | 86,0 | 38,0 | 10,0 | 5,1  | 2,5  | 5,0      | 43,1     | 244,0    | 53,1     | 345,2 |

## Flora
La steppa dell'ecoregione è caratterizzata da carici (Carex spp.) e graminacee (Poacee) che formano distese erbose che si sviluppano anche su terreni salati sabbiosi. Lungo le sponde dei laghi crescono piante alofile e canneti. Le foreste dell'area sono composte prevalentemente da betulla nera asiatica (Betula dahurica), pino silvestre (Pinus sylvestris) e larice siberiano (Larix sibirica). In alcune aree montuose si trovano boschetti di pioppi tremuli.

## Fauna
Branchi di gazzella della Mongolia (Procapra gutturosa) percorrono in lungo e in largo le praterie della regione, che costituisce l'estremità settentrionale del suo areale. Nelle zone dove il terreno è più accidentato, quali montagne e canyon, si incontrano piccoli mammiferi, tra i quali la crocidura minore (Crocidura suaveolens), il topolino delle risaie (Micromys minutus) e l'arvicola di Maximowicz (Microtus maximowiczii). Tra i predatori presenti ricordiamo il lupo, la puzzola delle steppe, il tasso asiatico e il gatto di Pallas (Otocolobus manul).

## Aree protette

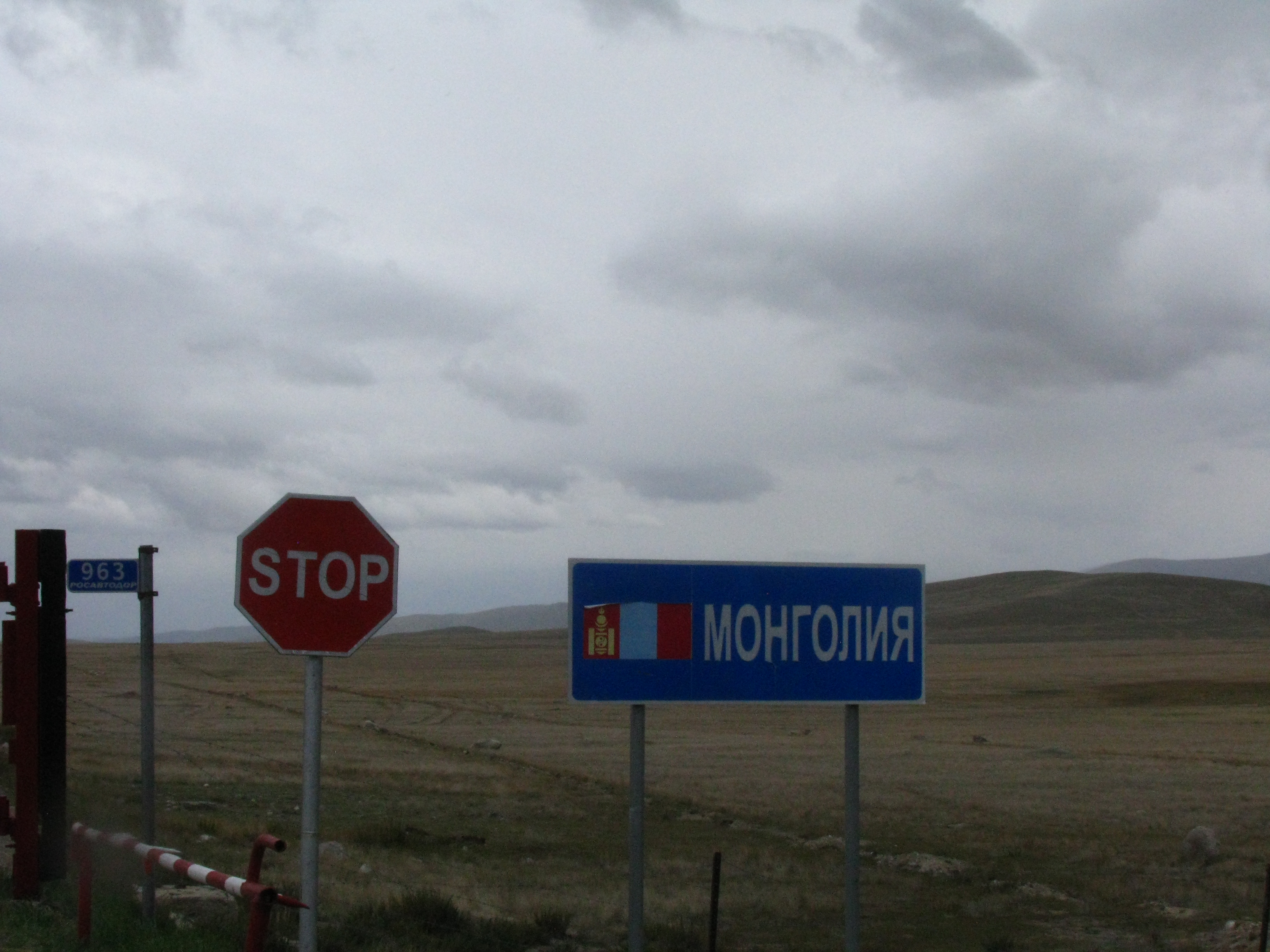
Indicazione stradale apposta nei pressi del confine tra la Russia e la Mongolia per segnalare l'ingresso in quest'ultimo Paese. Sullo sfondo la steppa alberata

All'interno dell'ecoregione si trovano due aree protette:
- il parco nazionale Alchanaj (1382 km²). Situato nel Territorio della Transbajkalia (Siberia meridionale), si estende attraverso un'area montuosa ricoperta da foreste circondate dalla steppa;

- la riserva naturale di Dauria (2277 km²). Situata lungo il confine tra Russia e Mongolia, è una riserva integrale il cui accesso è interdetto al pubblico (zapovednik); protegge un'area ricoperta da zone umide e laghi ed è parte del patrimonio dell'umanità chiamato «Paesaggi della Dauria»[7].